# 御師

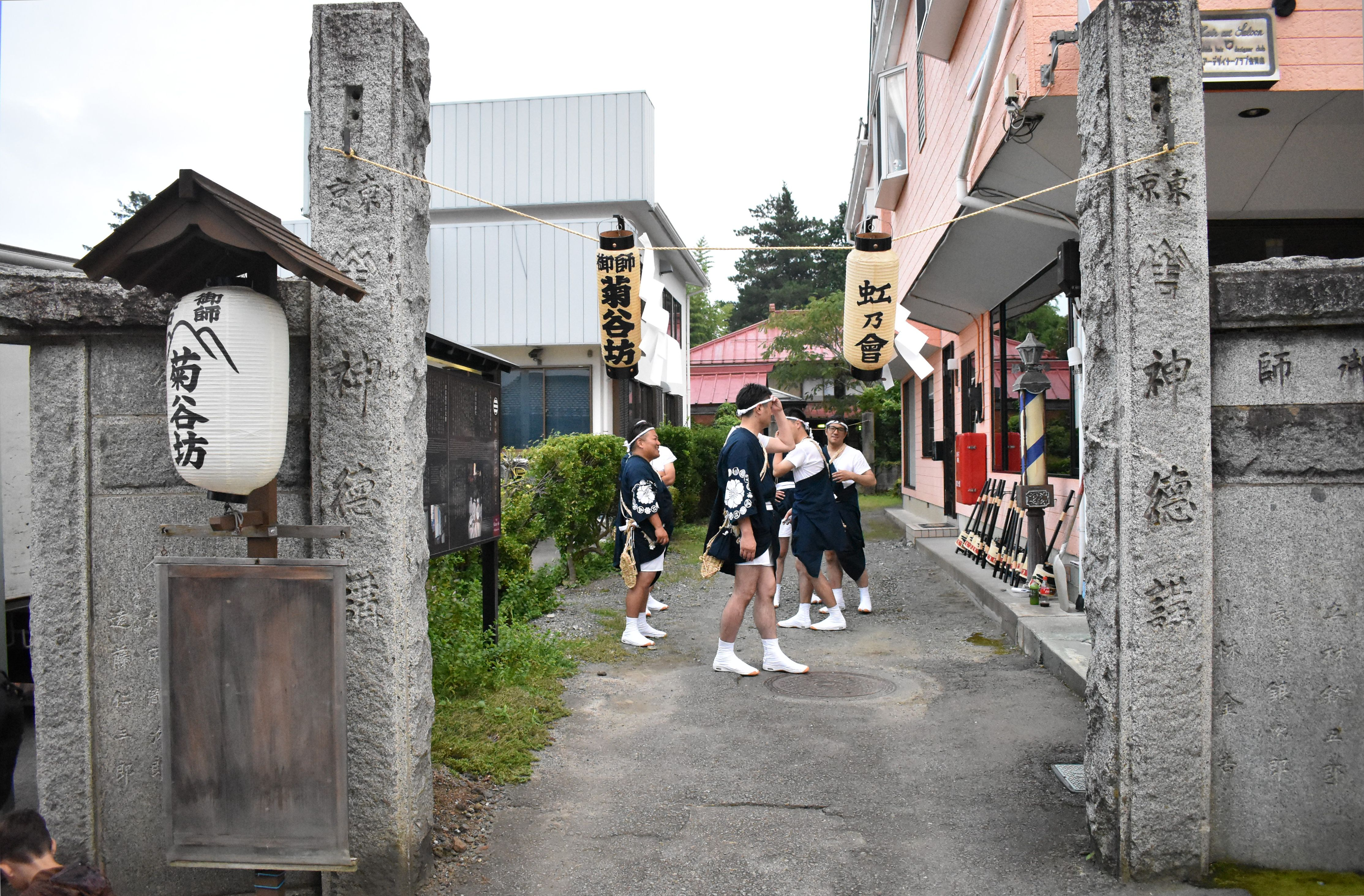
富士構 御師（2019年8月26日撮影）

御師（おし、おんし）とは、特定の社寺に所属して、その社寺へ参詣する者や信者の為に祈祷、案内をし、参拝・宿泊などの世話をする神職のことである。特に伊勢神宮のものは「おんし」と読んだ。御師は街道沿いに集住し、御師町を形成する。

## 概要
本来は「御祈祷師」を略したもので、平安時代のころから神社に所属する社僧を指すようになり、後に神社の参詣の世話をする神職も指すようになった。

## 歴史
平安時代の御師には、石清水・賀茂・日吉などのものがあるが、代表的なのは熊野三山の熊野御師である。熊野詣では平安時代末期に貴族の間で流行したが、その際の祈祷や宿泊の世話、山内の案内をしたのが熊野御師であった。熊野では当初参詣のつど両者間で契約していたが、次第に御師を「師」とし「先達」が率いてきた参詣者（道者）を「檀那」とする恒常的な関係（師檀関係）を形成していった。
鎌倉時代には武士にも広まり、室町時代には農民などの庶民まで檀那とするようになった。
鎌倉時代から室町時代初期にかけては、伊勢神宮・富士講・松尾・三嶋・白山・大山などの御師も活躍した。特に出雲大社が源頼朝の御師を行った事は『吾妻鏡』という鎌倉幕府の記録を示したものに記されている。
江戸時代には百姓と神職の中間の身分とされ、経済の安定により庶民の間で寺社詣りが信仰と遊興の側面を併せ持つようになっていく中で、伊勢・富士を中心に出雲・津島など多くの神社で御師の制度が発達した。特に伊勢や富士では全国に檀那を持つまでに至った。例えば、伊勢御師は全国各地に派遣され、現地の講（伊勢講）の世話を行い、彼らが伊勢参りに訪れた際には自己の宿坊で迎え入れて便宜を図った。同様のことは各地で行われ、中世から近世にかけて、御師の間で師職（御師の職）や檀那の相続や譲渡・売買が盛んになり、勢力の強い御師のもとに檀那や祈祷料などが集まった。一方で熊野御師は熊野信仰の衰退とともに衰退した。なお、出雲大社の御師組織は大きくなり、「出雲講」や「甲子講」もでき、出雲大社教の基礎を築いた。また、地方で出雲御師が布教する丹所（たんしょ）という建物も建設された。
明治に入ると、政府主導の神祇制度が整備されたため、急速に御師は衰退する。明治2年（1869年）に明治政府は神職の葬儀は神葬祭に改めるように命じるとともに、御師は百姓が兼帯しているもので正規の神職では無いため、神葬祭を行う事が禁じられた。御師側はこうした動きに抗議したものの、明治4年（1871年）7月には御師職そのものが廃止されてしまい、ほとんどの御師は平民に編入された。御師は百姓や宿屋経営などに転じていくことになるが、富士講の御師を結集して扶桑教を結成するなど、宗教的な活動を維持しようとする動きもあった。

### 富士御師
天正壬午の乱の時、渡辺囚獄佑が該当し得る。
富士講の御師の、旧外川家住宅、小佐野家住宅は、それぞれ世界遺産富士山-信仰の対象と芸術の源泉の構成資産であり、国の重要文化財に指定されている。富士講の御師の、上文司家住宅、原家住宅は、それぞれ国の「登録有形文化財（建造物）」に登録されている。

## 御師を題材とした作品
- 御師弥五郎―お伊勢参り道中記（西條奈加） ISBN 439634015X
- 咲夜姫（山口歌糸） ISBN 4783880204